# Val-de-Moder
Val-de-Moder é uma comuna francesa na região administrativa de Grande Leste, no departamento do Baixo Reno. Estende-se por uma área de 6,23 km². Em 2010 a comuna tinha 5 128 habitantes (densidade: 823,1 hab./km²).
A municipalidade foi estabelecida em 1 de janeiro de 2016 e consiste na fusão das antigas comunas de Pfaffenhoffen, Uberach e La Walck. Em 1 de janeiro de 2019, a antiga comuna de Ringeldorf foi fundida com Val-de-Moder.